# Ooencyrtus pinguis
Ooencyrtus pinguis is een vliesvleugelig insect uit de familie Encyrtidae. De wetenschappelijke naam is voor het eerst geldig gepubliceerd in 1985 door Noyes.